# IC 1492
IC 1492 је лентикуларна галаксија у сазвјежђу Рибе која се налази на листи објеката дубоког неба у Индекс каталогу.
Деклинација објекта је - 3° 2' 22" а ректасцензија 23h 30m 36,0s. Привидна величина (магнитуда) објекта IC 1492 износи 13,3 а фотографска магнитуда 14,2. IC 1492 је још познат и под ознакама MCG -1-59-28, NPM1G -03.0690, PGC 71629.